# Virgen de la Asunción (Serradilla)
La Virgen de la Asunción es una obra realizada por Luis Salvador Carmona en 1749. Está ubicada en la Iglesia de Nuestra Señora de la Asunción de Serradilla, en Cáceres (Extremadura, España).

## Historia
Gracias a la inscripción de la peana se sabe que la imagen, dada a conocer en 1951 por Eileen A. Lord,: 392  fue tallada por Luis Salvador Carmona en 1749. Lord procedió a realizar un análisis de la imagen tras percatarse de su existencia durante un estudio de las obras de Carmona en Salamanca gracias a que Pedro Simón del Arco, párroco de la Iglesia de San Julián y Santa Basilisa, le mostró una fotografía de la talla, recibiendo Lord poco después una carta de Ramón Núñez, párroco de Serradilla, en la que figuraban el nombre del autor, el año de ejecución y el precio de la misma.: 247  La pieza fue comisionada por la Hermandad de Labradores de Serradilla, siendo este al parecer el único caso en que se conserva un dibujo preparatorio de Carmona, descubierto por Lord al momento de identificar la talla: 392  el cual estaba destinado a ser examinado y aprobado por los clientes antes de iniciarse el proceso escultórico.: 22  La imagen, valorada por el artista en 3000 reales de vellón,: 337  ostenta la titularidad de la Iglesia de Nuestra Señora de la Asunción (anteriormente dedicada a Nuestra Señora de la Purificación o de las Candelas) y es a su vez patrona del pueblo, compartiendo el patronato de la villa con el Santo Cristo de la Victoria (1635), nombrado patrón el 14 de septiembre de 1662.
Respecto al contrato de obra, hecho público por Lord, en él figuran detalles relativos a la policromía así como el empleo de postizos, constando igualmente tanto el precio como la existencia del boceto, si bien una parte del documento resulta ilegible por coincidir con una doblez del papel:

En quanto a la costa, estrechándome quanto puedo, no la puedo acer en menos de tres mil reales de vellón. Será de mi obligación azerla de madera y pintarla de este modo: la túnica encarnada carmín sobre plata que queda un ermoso color. el azul del manto bueno y las orillas de oro, o en su lugar un encaje al aire que aze más ligero. Todas las cabezas llevarán ojos de cristal que son 9 y con sus pestañas y sobre todo lo bien hecho que me obligo a que sea el blanco de aquella tierra y aunque [...] son para conducirla (que eso lo azen los carpinteros) sólo si al encaxonarla de modo que no se maltrate en el camino. Si no se conformasen con el precio, quitando o rebajando obra, se bajará el dinero; pero no ará tan bien con menor obra como con que que no es demasiado, y no ará también el asunto de adjunta. La respuesta de esto a de ser embiandome este diseño, con el sí o con el no, que no puede aber otro medio por aber puesto de una vez el último resumen.: 248 

## Descripción
De acuerdo con una descripción de la historiadora del arte María Concepción García Gainza:

[Carmona] presenta a María con soberana belleza de rostro berninesco y larga melena ondulante que cae sobre los hombros; tiene los brazos abiertos en diagonal y asciende con ímpetu por el movimiento ascensional que le proporcionan los ángeles. El vuelo del manto cuyos extremos quedan libres contribuyen al dinamismo del grupo. Muy bellos son los ángeles, tanto los de cuerpo entero y desnudo que acogen el manto de María, como las sonrientes cabezas de serafines. La policromía contribuye al efecto del conjunto.: 241 

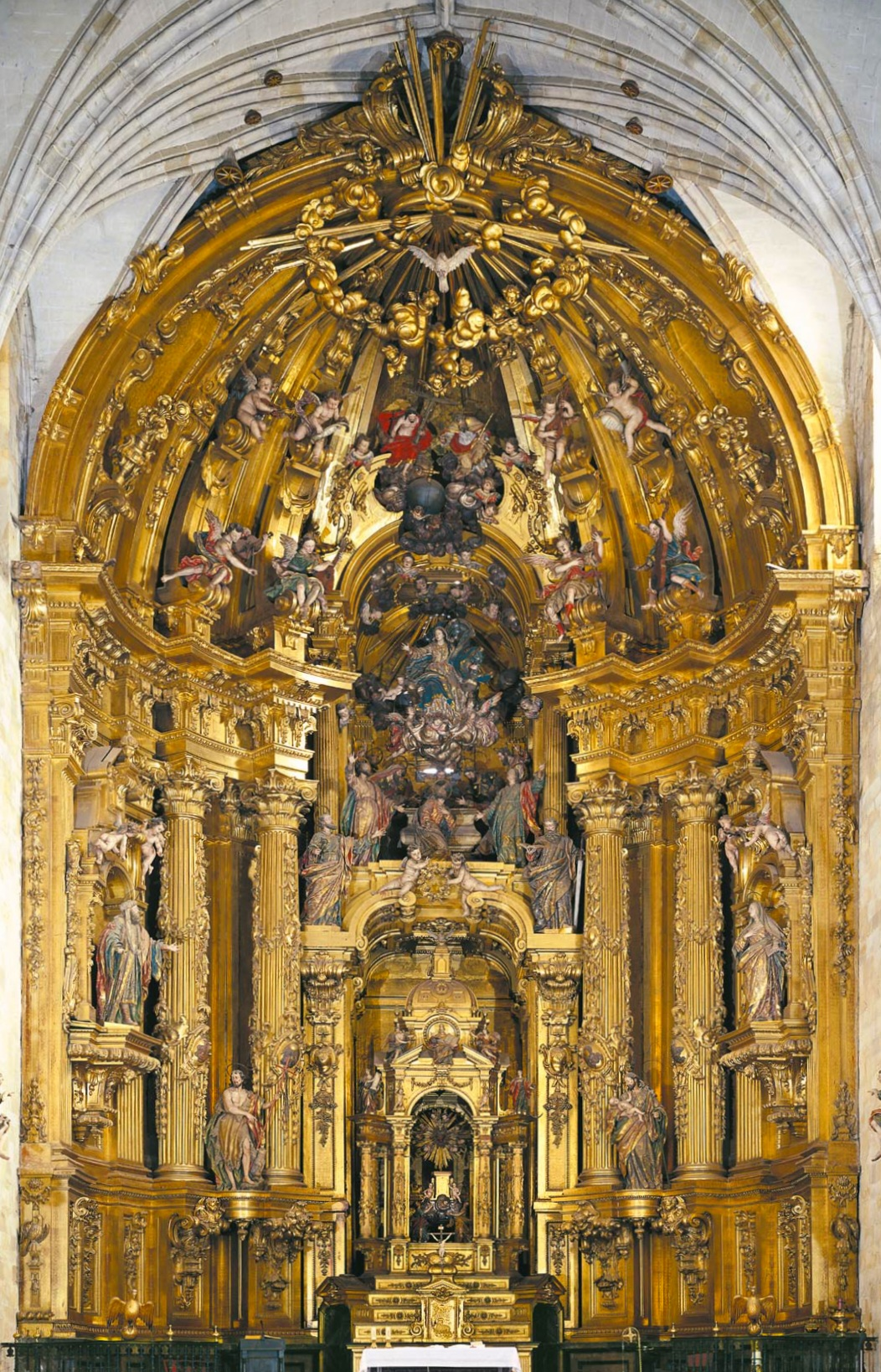
Retablo mayor de la Iglesia de Nuestra Señora de la Asunción de Segura (Guipúzcoa), por Luis Salvador Carmona y su taller (1743-1747).

La Virgen aparece sentada sobre una nube con el rostro elevado y los brazos extendidos a ambos lados, en disposición de elevarse a los cielos, todo ello acentuado por una boca entreabierta y unos ojos con la vista dirigida a lo alto, quedando la faz, idealizada y de rasgos juveniles, enmarcada por una melena de clara inspiración dieciochesca. La obra, de 133 cm de altura, está dotada de gran movimiento gracias al amplio vuelo de los ropajes, compuestos por una túnica granate salpicada de rameados de flores plateadas: 22  y ceñida con cíngulo, una camisa interior de mangas abombadas en color marfil, y un manto azul ultramar. Los paños, caracterizados por pliegues angulosos y acartonados, poseen una disposición claramente diagonal al igual que los ángeles que revolotean en torno a María, provista de un marcado arrebato místico fruto de su ascensión y dotado el conjunto en sí de un carácter teatral muy propio del barroco.
Alrededor de la Virgen, que como único ornamento luce una aureola de plata decorada con más de 56 piedras preciosas entre esmeraldas, diamantes y rubíes además de unos pendientes de oro típicos del atuendo regional serradillano, figuran un total de diez querubines, motivo por el que también se la conoce en Serradilla como la Virgen de los Niños. De estos ángeles, tres son de cuerpo entero y de los siete restantes solo se muestra la cabeza, aspecto patente en varias otras imágenes marianas, como por ejemplo la Inmaculada Concepción de la Iglesia de San Lorenzo de Sevilla (c. 1704) o la Asunción de la Catedral de Lecce (1689), ambas obra de Nicola Fumo, compartiendo la Virgen de Carmona numerosas similitudes con esta última.: 22  Los serafines, además de dotar a la composición de gran movimiento y dominio del espacio, ayudan a acentuar la diagonalidad de la disposición de la Virgen y crean una estructura piramidal rota por la apertura de los brazos de María, cuya figura alberga semejanzas con la imagen de la Virgen de la Asunción del retablo mayor de la Iglesia de Nuestra Señora de la Asunción en Segura (Guipúzcoa), obra de Carmona entre 1743 y 1747 con la que comparte idéntica pose en los brazos así como un sentido ascendente y parecida composición del rompimiento de gloria, consistente en ambas tallas en un escabel con forma de nube plagada de putti (más numerosos en la de Serradilla),: 108  si bien la Virgen cacereña, superior en términos generales a la guipuzcoana, muestra unos paños con menor movimiento, perfiles más afilados y recortados, tonalidades más monócromas, cabeza al descubierto y distinta expresión facial.: 108  Tanto la idealización de los rostros como los movimientos de los ropajes evidencian por su parte una clara influencia del rococó, aspecto apreciable también en la imagen de San Francisco Javier tallada por Carmona entre 1750 y 1757 para la Iglesia de Nuestra Señora del Rosario en el Real Sitio de San Ildefonso (Segovia), mientras que la forma de desbocar la túnica en el cuello, detalle que Carmona aprendió de Juan Alonso Villabrille y Ron, tiene un precedente en la Dolorosa creada por el escultor en 1730 para la Iglesia de Nuestra Señora de la Asunción de Escurial (Cáceres).: 143 

## Controversia

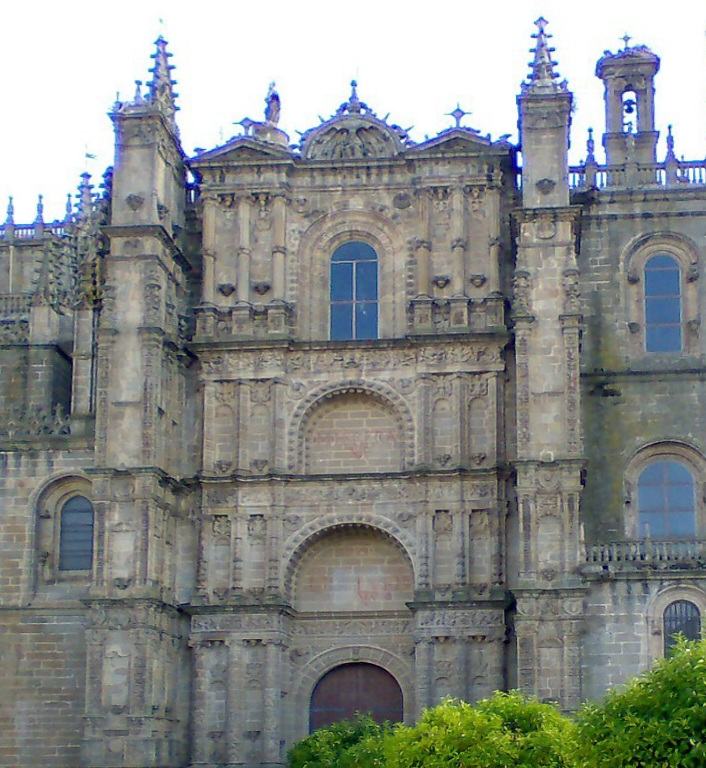
Catedral Nueva de Plasencia.

En 2022 la talla se vio envuelta en una controversia con motivo de la celebración en la Catedral Nueva de Plasencia entre mayo y diciembre de la exposición Transitus, XXVI edición de Las Edades del Hombre. El 15 de febrero el párroco de Serradilla, Jorge Trinidad, convocó al consejo pastoral para anunciar que la diócesis quería que la Virgen fuese exhibida en la seo placentina, provocando esto la firme oposición de los lugareños, hecho similar al ocurrido en 1992 con la muestra Extremadura enclave 92, para la cual se había solicitado el traslado a Mérida de la imagen, que finalmente no llegó a salir de Serradilla dado el revuelo que se produjo entre los habitantes. En la reunión el ecónomo de la diócesis de Plasencia y comisario de Las Edades del Hombre, Antonio Luis Galán, afirmó que la talla estaría protegida al igual que el resto de piezas de la exhibición gracias a un seguro a todo riesgo, concediéndose al término del consejo pastoral un periodo superior a dos semanas para que cada miembro del mismo pudiese reflexionar, si bien una semana después, el 22 de febrero, se celebró una nueva reunión para votar, contando la cesión de la Virgen con ocho votos a favor y cinco en contra.
Entre 48 y 72 horas después de la votación, y ante la neutralidad del alcalde, quien se abstuvo de participar en la votación alegando la independencia de la Iglesia, varios comercios de Serradilla empezaron a recabar firmas (incluyendo una recogida de firmas online) para impedir la partida de la imagen a Plasencia ante el temor a que pudiese sufrir algún desperfecto. Los habitantes argumentaron a su vez que la talla había sido pagada por el pueblo y que una ausencia de siete meses era demasiado larga, estando este rechazo motivado tal vez por experiencias pasadas como los casos de la Virgen del Encinar de Ceclavín (no prestada para una exposición en Cáceres), Nuestra Señora de los Remedios de Aldea del Cano (modificada con una peluca que posteriormente sería retirada), la Virgen del Berrocal de Belvís de Monroy (cambiada de negra a blanca tras una restauración en Madrid en la que se decidió recuperar su estado original tras numerosos años policromada) y la Virgen de los Santos de Táliga (supuestamente robada por los portugueses durante la Guerra de las Naranjas).
El alboroto producido por la recogida de firmas provocó que la diócesis cambiase de opinión y decidiese no sacar la imagen de Serradilla, aunque al parecer, a modo de represalia, consideró trasladar la sede parroquial a Mirabel, situada a once kilómetros de la villa, lo que habría supuesto para Serradilla quedarse sin curas y también sin misas a excepción de los oficios fúnebres, si bien la diócesis desmintió este hecho. Con el fin de poner punto final a la polémica se celebró una tercera reunión el 4 de marzo en la que se declaró la cesión de la talla, lo que contó con la aprobación del padre Jorge, quien alegó la importancia de la promoción del arte y la cultura de la villa, así como con el beneplácito de Carlos Jesús Martín Díaz, editor desde 1990 de la revista El Migajón. Tras el examen y constatación del óptimo estado de la imagen para su traslado por parte de Mariano Nieto Pérez, la Virgen fue exhibida a las puertas de la sacristía de la Catedral Nueva de Plasencia como la pieza número 120 de la exposición.
El 16 de diciembre la imagen regresó a Serradilla, donde fue objeto de una multitudinaria recepción. Trasladada al Santuario del Cristo de la Victoria, el día 17 el obispo Ernesto Brotóns ofició una misa con motivo de la vuelta de la Virgen a la villa, mientras que la mañana del 18, a las once y media, la talla fue llevada en procesión y depositada en un lateral de la Iglesia de Nuestra Señora de La Asunción, donde se ofició una misa a cargo de Ciriaco Benavente, concluyendo la jornada con un recital de casi una hora de duración por parte de la orquesta sinfónica de la diputación de Cáceres y dirigido por el director de la banda de música de la Guardia Civil Martín Bravo, a cuyo término se hizo sonar el himno de Serradilla. Durante la procesión hasta la Iglesia de Nuestra Señora de La Asunción se efectuó una parada en la plaza del ayuntamiento, donde se leyó el siguiente mensaje:

Bendice a Nuestra Señora de la Asunción en su regreso de la exposición de Edades del Hombre. Bienvenida Madre y Señora de la Asunción, nuestra Madre. Querida Madre, cómo te hemos echado de menos, cómo te hemos extrañado. En la historia de tu presencia entre nosotros, puede que esta es la vez que más tardaste en regresar. Bienvenida Madre. No es reproche sino agradecimiento. Te queremos. Te necesitamos aquí, junto a tu hijo el Santísimo Cristo de la Victoria. Cuando nos enteramos de tu posible partida, hubo gente de los nuestros que se resistían a que te marcharas. Hubo cierto recelo, quizás miedo a tu regreso de vuelta a nosotros. Algunos podían y querían proteger tu imagen sagrada y bella, para evitar cualquier tipo de percance que pudiera efectuarse. También pudo existir cierto egoísmo, provocado por el don de propiedad. Después de un tiempo de cambio de opiniones, de decisiones, de reflexión, aconsejados por las autoridades eclesiásticas, sacerdotes de Serradilla y de la diócesis, consultando a los peritos en restauración, y por parte de todos, hubo una afirmación maravillosa, muy digna de tus hijos, de tus vecinos y debotos. Y ahí que te fuiste para ocupar un lugar que siempre ocupa una madre en la familia. Estás donde hace falta estar. Cuánta gente, admirando tu belleza, ha balbuceado un lindo piropo que se suele dirigir a la belleza femenina, y sobre todo a las personas con hermosura de espíritu. Madre, has sido la reina, la más admirada y bella de esta cuidada exposición, que nos ha marcado con sentimiento profundo el tránsito histórico de nuestra amada tierra de Extremadura.

## Legado
Considerada todo un referente del barroco extremeño así como una de las mejores obras de Carmona (Francisco Javier Sánchez Cantón la describió como su composición más solemne),: 264  la talla sirvió de modelo para la Virgen custodiada en la Iglesia de Nuestra Señora de la Asunción de Villanueva de la Serena, obra de Sebastián Santos Rojas en 1958. Del mismo modo, se considera que el éxito de la Virgen serradillana llevó a la creación por parte de Carmona poco tiempo después de la imagen de la Virgen del Socorro, identificada por Juan José Martín González y ubicada en la Iglesia de Santa María la Mayor de la Asunción de Brozas (Cáceres).: 23  En 1994 la talla fue sometida a un proceso de restauración por parte de Nieto Pérez, siendo procesionada posteriormente dado el exitoso resultado de la intervención, acontecimiento notable al tratarse, al igual que en 2022, de una de las pocas ocasiones en que la imagen salió en procesión. Así mismo, una antigua copla popular permite constatar la devoción desde antaño tanto a la Virgen de la Asunción como al Santo Cristo de la Victoria:

Serradilla, Serradilla,
llevas en el corazón,
con el Santísimo Cristo,
la Virgen de la Asunción.
¡Dale la oliva,
la naranja y el limón!: 96 